# Moscow University
Die Seager, bis 2018 Moscow University (russisch Московский университет/Moskowski uniwersitet, zu deutsch „Moskauer Universität“) ist ein Aframax-Öltanker der Reederei Noworossijskoje Morskoje Parochodstwo, Novoship aus der russischen Schwarzmeer-Hafenstadt Noworossijsk und fährt unter liberianischer Flagge. Das Schiff wurde 1998 von der NKK Corporation in der japanischen Hafenstadt Tsu gebaut und am 26. März 1999 an den Eigner übergeben.
Am 5. Mai 2010 um 4:00 Uhr UTC wurde der Tanker 350 Seemeilen östlich der jemenitischen Insel Sokotra auf dem Weg aus dem Sudan nach China mit 86.000 Tonnen Rohöl und 23 russischen Besatzungsmitgliedern an Bord von somalischen Piraten gekapert. Der Überfall erfolgte, nachdem die internationale Patrouille, die die Sicherheit der Seewege im Golf von Aden gewährleistet, die Moscow University aus der gefährlichen Zone herausgeleitet hatte. Ein Sprecher der EU-Mission Atalanta (EU NAVFOR Somalia) erklärte, die Mannschaft habe einige Stunden lang versucht, den Piraten zu entkommen und dabei mehrere Notrufe abgesetzt. Der Besatzung gelang es, die Motoren stillzulegen und sich im Radarraum zu verschanzen.
Der russische Präsident Dmitri Medwedew befahl dem in der Region kreuzenden U-Bootjagdschiff Marschall Schaposchnikow, Kurs auf die Moscow University zu nehmen. Beim Eintreffen an der Position des Tankers führte ein Bordhubschrauber des Zerstörers einem Erkundungsflug zu dem entführten Tanker durch und beschoss die Piraten. Bei Tagesanbruch des 6. Mai 2010 um 5:13 Uhr Moskauer Zeit näherten sich drei Sturmkommandos der russischen Kriegsmarine von jeweils sechs bis acht Mann mit Schnellbooten dem Tanker. Die Marschall Schaposchnikow gab Warnschüsse aus Maschinengewehren und einer Kanone ab. Bei einem kurzen Gefecht wurde ein Pirat getötet, zehn Seeräuber wurden festgenommen. Die Besatzung kam nicht zu Schaden. Um 5:35 Uhr Moskauer Zeit war die Befreiungsaktion beendet. An der Befreiung nahmen auch Marineeinheiten von NATO und EU teil. Ein US-Helikopter kundschaftete die Lage an Bord aus.
Die zehn vermutlich aus Somalia stammenden Piraten wurden wegen fehlender internationaler Rechtsgrundlagen und der Unmöglichkeit, die Staatsangehörigkeit der Piraten festzustellen, freigelassen. Sie wurden ohne Waffen und Navigationsgeräte in eines der Boote gesetzt, auf denen sie den Tanker angegriffen hatten. Ein Sprecher des russischen Verteidigungsministeriums erklärte am 11. Mai 2010, die Männer hätten das Ufer nicht erreicht, alle Piraten seien tot.
Zum 1. Dezember 2018 wurde das Schiff zunächst in University und am 1. Januar 2019 in PSD Sedowa umbenannt, bevor es am 18. Januar 2019 auf die panamaische Gesellschaft Nautical Wonder Limited überschrieben wurde. Zum 1. März 2020 wurde der Tanker auf den Namen Seager umgetauft und am 23. März 2020 von der zur Reederei Janelle Ship Management in Mumbai gehörenden Seager Shipping Incorporated in Panama übernommen. Zum 1. August 2021 wurde der Tanker auf den Namen Bradley umgetauft und am 16. August 2021 auf die panamaische Gesellschaft Hallbar Limited übertragen.